# Франц Гемер
Франц «Локон» Гемер (нім. Franz "Locken" Hemer; 1894 — 18 жовтня 1982, Франкфурт-на-Майні) — німецький льотчик-ас, лейтенант Імперської армії (20 вересня 1918).

## Біографія
Учасник Першої світової війни. Спочатку літав у 283-му льотному дивізіоні. Після навчання у 1-му училищі винищувальної авіації 10 вересня 1917 року перейшов в 6-ту винищувальну ескадрилью у званні віцефельдфебеля. Рано-вранці 9 серпня 1918 р. у повітряній сутичці проти літаків DH.9 і Camel, літак Гемера був збитий. Він дістав дотичне поранення голови і на фронт більше не повернувся. Всього за час бойових дій здобув 18 перемог.
Після війни Гемер став керуючим директором компанії з торгівлі хутром König & Bruder у Лейпцигу.

## Нагороди
- Залізний хрест 2-го і 1-го класу
- Королівський орден дому Гогенцоллернів, лицарський хрест з мечами (8 листопада 1918)
- Почесний хрест ветерана війни з мечами